# 禹君則
禹君則（？—1812年），是朝鲜純祖时期平安道农民战争主要领袖之一。
禹君則出生年月不详，别名禹英文，平安道人士。妻子郑氏为将军之女，另有一妾室朴氏，其父在叛军中任职军粮监官。
和洪景来一样，禹君則也是专业风水师。1800年，禹君則在嘉山青龙寺学习风水数术的时候结识了洪景来。1801年，两人开始谈论叛变的可能性，商讨由“郑真人”领导改朝换代，拯救万民于水火之中。后来，禹君則借着风水师的身份结识说服了不少人参与叛乱，其中包括了为大军提供经济支持的李禧著。据记载，禹君則在叛军之中担任军事一职，为了筹备军资，采取了多种违法手段。他曾因为在边境违法交易人参而被捕，又有传闻说他和李禧著一同在雲山偷挖金矿。
禹君則精通风水数术，以“神师”自居，常着白袍手执羽扇，以天显异像等神说蛊惑民心。另外，他武艺非凡，面带刀疤，多次亲自带兵打仗，是起义军中举足轻重的人物。
1812年6月，禹君則被捕，时年37岁。虽然他一口否认了自愿参与叛乱的事实，但仍被处以极刑。